# Leegeroarf
Leegeroarf (auch Leegeoraf, Leegeograf oder Leegewarf) ist ein Kleindorf bei Willen, das zur niedersächsischen Kreisstadt Wittmund gehört und sechs Einwohner hat.

## Geographie
Leegeroarf liegt zwischen Tannenkamp und Willen. Leegeroarf grenzt im Norden an den Wittmunder Wald, im Süden an Neuenhaus und liegt 6 m ü. NN. In Leegeroarf entspringt auch der Leegewarfsschloot.

## Geschichte
Leegeroarf ist seit dem 19. Jahrhundert besiedelt. Die Gemeinde Willen, zu der Leegeroarf gehörte, wurde am 16. August 1972 nach Wittmund eingemeindet.

## Wirtschaft
Am Baumschulenweg befindet sich eine Baumschule der Firma „Schoon“, die seit 1979 existiert. Diese hat auch in Kreyenburg eine Baumplantage. 

## Verkehr
Im Norden befindet sich die B 210, diese geht bis nach Emden auf die A 31, die bis nach Bottrop verläuft. Der nach Osten verlaufende Teil der B 210 geht bis nach Wilhelmshaven.